# Hydrographe
Un hydrographe est un spécialiste de l'hydrographie.
L'hydrographe peut designer soit :
- un expert pour cartographier, calculer les débits des eaux océaniques, fluviales ou continentales ;
- un expert pour la mesure des fonds marins, des courants et marées.

## Hydrographie maritime
Le rôle de l'hydrographe est de décrire et d'expliquer les caractéristiques concernant les fonds marins et les objets attenants, ainsi que des aides à la navigation.
Il a recours à des techniques de télédétection (images de la Terre fournies par satellite, photographie aérienne ou laser aéroporté) ou de mesures par des moyens maritimes (sondeurs, sonars). Pour cela il se sert d'instruments électroniques sophistiqués pour obtenir toute l´information nécessaire à la préparation de cartes marines (rives, cours d'eau, fonds marins, marées, courants,..) et de documents nautiques et océanographiques.
Il doit également pouvoir localiser la position précise en mer de balises, de plates-formes, de forages, ou autres éléments de surfaces, ou des amers. Il exécute des campagnes de mesures en mer (profondeur, marées, courants, température, et degrés de salinité, la nature du fond, le champ de pesanteur, le champ magnétique...).
Il est à la fois un marin, embarquant à bord d'embarcations gréées pour l'hydrographie mais aussi un technicien, qui sous la direction d'ingénieurs, prépare les opérations de mesures à la mer et sur le terrain, conduit les travaux correspondants et assure le traitement et la mise en forme des données recueillies.

## Formation
La plupart des hydrographes suivent une formation en technique d´arpentage dans un institut de technologie. Ils détiennent un diplôme universitaire en génie civil ou en génie de l´arpentage ou dans une autre science physique ou par des formations civiles auprès d´écoles d´ingénieur et par des formations militaires.
En France, il existe deux principales écoles formant des hydrographes. Elles sont toutes les deux situées à Brest. 
- l'ENSTA Bretagne qui forme des ingénieurs civils et militaires (appartenant au corps des IETA) spécialisés en hydrographie-océanographie;
- l'école du SHOM qui forment les officiers mariniers hydrographes de la marine nationale.

Les ingénieurs militaires et les officiers mariniers hydrographes sont affectés principalement :
- dans les groupes hydro-océanographiques de métropole et d’outre mer (Brest, Papeete, Nouméa) et sont déployés à bord des cinq bâtiments hydrographiques de la marine nationale utilisés au profit du SHOM;
- dans les différentes directions du service hydrographique et océanographique de la marine (SHOM) à Brest, Saint-Mandé ou Toulouse.

## Histoire: Les boutiques d'hydrographe
Historiquement il existait dans les grands ports de France des boutiques d'hydrographe. Ainsi par exemple la boutique de Joseph Roux et fils «Hydrographe du Roi» sur les ports de Marseille et du Havre. Créée en 1710, la boutique des Roux à Marseille établie sur le port près du quai Reboul affichait la 'publicité' suivante :

« Ingénieurs hydrographes, font et vendent toutes sortes de boussoles, compas d'azimuth et autres, sabliers de toutes qualités, sextans, octans,quarts de non ante, fleches, télescopes, lunettes acromatiques de différentes longueurs, lunettes de nuit, lorgnettes d'opéra, compas à pointer,échelles anglaises, étuis de mathématiques. Ils sont assortis en toiles et étophes de laine et de coton pour les pavillons ainsi qu'en portulans, plans de ports cartes hydrographiques de tous les auteurs quelconques»

## Hydrographes célèbres
- Charles-François Beautemps-Beaupré (06/08/1766 - 16/03/1854) considéré comme le père de l'hydrographie moderne
- Clément Adrien Vincendon-Dumoulin (1811-1858) Élève de Beautemps-Beaupré, hydrographe de  l'expédition scientifique de  Dumont d'Urville en Océanie et au pôle Austral (1837-1840) Fait le premier calcul de  l'inclinaison magnétique permettant ainsi de localiser le pôle Sud magnétique (23 janvier 1838) et dresse la 1re carte de la terre Adélie (1840)
- Famille Roux (peintres de marine) Hydrographes et peintres de marines à Marseille (XVIIIe et XIXe siècles)
- Rigobert Bonne cartographe du Roi de France au Service Hydrographique de la Marine (1727-1795)
- André Gougenheim (1902-1975) membre de l'Académie des sciences et de l'Académie de marine, président du Bureau des longitudes, de la Société météorologique de France (1964), de l'Association française pour l'avancement des sciences (1972), directeur du service hydrographique de la Marine